# Bosgnacchi
I bosgnacchi (in bosniaco bošnjaci) costituiscono un gruppo etnoreligioso slavo meridionale e slavo musulmano stanziato prevalentemente nella Bosnia ed Erzegovina e nel Sangiaccato, oltre a costituire una minoranza nel Kosovo. Discendono dalle popolazioni di lingua serbo-croata convertitesi all'islam a partire dal XIV secolo. I bosgnacchi, assieme a croato-bosniaci e serbo-bosniaci, sono uno dei tre popoli costitutivi della Bosnia ed Erzegovina. Il termine non va confuso col termine bosniaci, etnonimo che fa riferimento a tutti i cittadini della Bosnia ed Erzegovina a prescindere dall'appartenenza etnoreligiosa. L'identità bosgnacca emerse solo a partire dalla seconda metà del XX secolo e si rafforzò in occasione della guerra in Bosnia ed Erzegovina; fino ad allora i membri di questa comunità si identificavano semplicemente come slavi musulmani.

## Caratteristiche
I bosgnacchi sono i discendenti delle popolazioni balcaniche convertitesi all'islam durante il periodo ottomano; i bosgnacchi si caratterizzano per la loro cultura, per il legame alla regione storica della Bosnia e per la religione musulmana; la lingua - nonostante le diverse denominazioni ufficiali - è invece condivisa con i croati e i serbi, con i quali i bosgnacchi costituiscono un continuum dialettale.
Al momento nei Balcani vivono più di due milioni di bosgnacchi. Mentre una volta erano variamente diffusi nelle regioni in cui abitavano, numerosi fenomeni di pulizia etnica hanno avuto un notevole effetto sulla distribuzione territoriale di questa popolazione. Anche a causa di questo si possono trovare numerose comunità bosgnacche in Paesi non balcanici, tra cui l'Austria, la Svezia, la Turchia e gli Stati Uniti d'America. Sia in patria sia all'estero i bosgnacchi si distinguono spesso per la loro cultura, che ha subito influenze tanto orientali quanto occidentali.
Ci si riferisce spesso ai bosgnacchi come bosniaci o bosniaci musulmani. Il termine bosniaco può generare confusione, potendo essere utilizzato per definire tutti i cittadini della Bosnia-Erzegovina. Il termine bosniaco musulmano è considerato antiquato e parzialmente offensivo a causa delle sue implicazioni religiose e della lotta compiuta dai bosgnacchi per essere riconosciuti come popolo a sé stante.

## Bosgnacchi di origine romanza
Era numerosa la presenza di popolazioni neolatine (Arumeni) in Bosnia prima dell'arrivo dei turchi, specialmente vicino all'Erzegovina. Ancora ai primi del XX secolo le montagne a nord di Saraievo venivano chiamate Romanska (oggi regione della Sarajevo-Romanija). Molti di questi popoli aderirono all'islam nel Seicento e Settecento, diventando una parte consistente della popolazione bosgnacca.

## Lingue
I bosgnacchi parlano la lingua bosniaca. Il bosniaco "ufficiale" (ossia quello prevalentemente usato nella comunicazione pubblica) si differenzia solo leggermente dal serbo e dal croato. Inoltre le differenze tra le diverse parlate delle comunità bosgnacche e delle limitrofe comunità croate e serbe sono quasi inesistenti: per questo in generale la linguistica riconosce un continuum, con tre macro-varianti ciacavo, caicavo e stocavo, ove nell'ultima rientrano oltre al serbo e al croato anche tutte le varietà bosniache. In generale le principali caratteristiche proprie delle parlate bosniache rispetto a quelle dei territori confinanti sono costituite dagli orientalismi dovuti all'influsso ottomano e islamico, ma la loro presenza nella lingua letteraria è marginale.
A livello di lingua colloquiale i bosgnacchi sono linguisticamente più omogenei rispetto ai serbi e ai croati, ma non sono ancora riusciti, a causa delle vicende storiche, a sistematizzare ufficialmente la loro lingua. Difatti, anche se il primo dizionario bosniaco è stato redatto da Muhamed Hevaji Uskufi già agli inizi del XVII secolo, i bosgnacchi hanno avuto per secoli due propri alfabeti senza che vi fosse l'ufficializzazione dell'uno o dell'altro. Nel corso dell'ultimo secolo l'alfabeto latino ha di fatto soppiantato quello cirillico. Un primo alfabeto in uso in passato era il begovica, derivato dal locale alfabeto cirillico, rimasto in uso presso la nobiltà locale; un secondo era l'arebica, versione dell'alfabeto arabo modificata dai bosniaci, in uso da tutte le persone alfabetizzate fino al XX secolo. Entrambi questi alfabeti sono oggi praticamente morti, essendo utilizzati esclusivamente da una ristrettissima minoranza.

## Religione

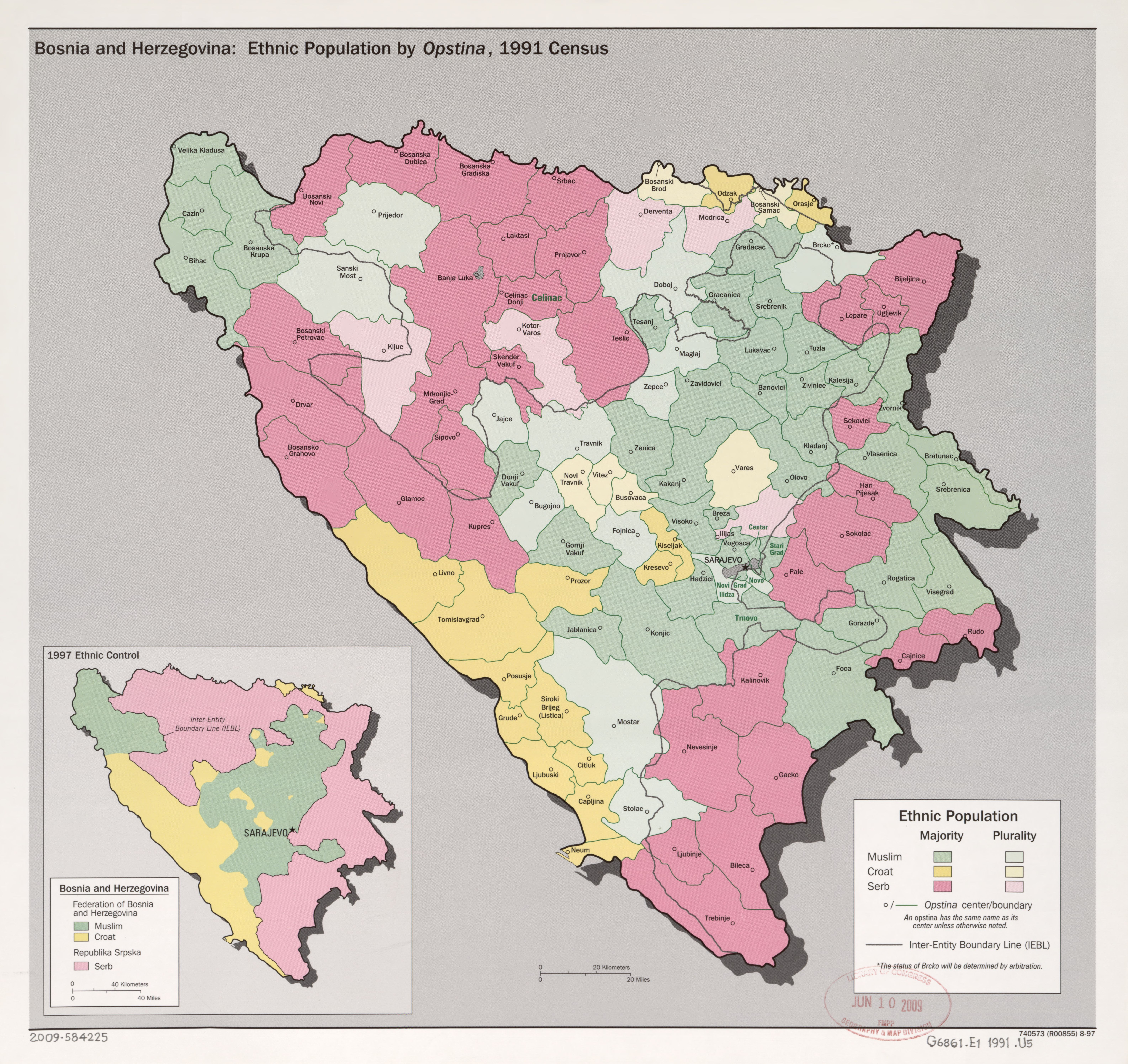
Caratterizzazione dei vari comuni in base alla religione maggiormente professata dai relativi abitanti

La maggior parte dei bosgnacchi della Bosnia ed Erzegovina si riconosce nella versione sunnita dell'Islam e il sufismo ha rivestito un ruolo di una certa importanza nella regione.

## Onomastica

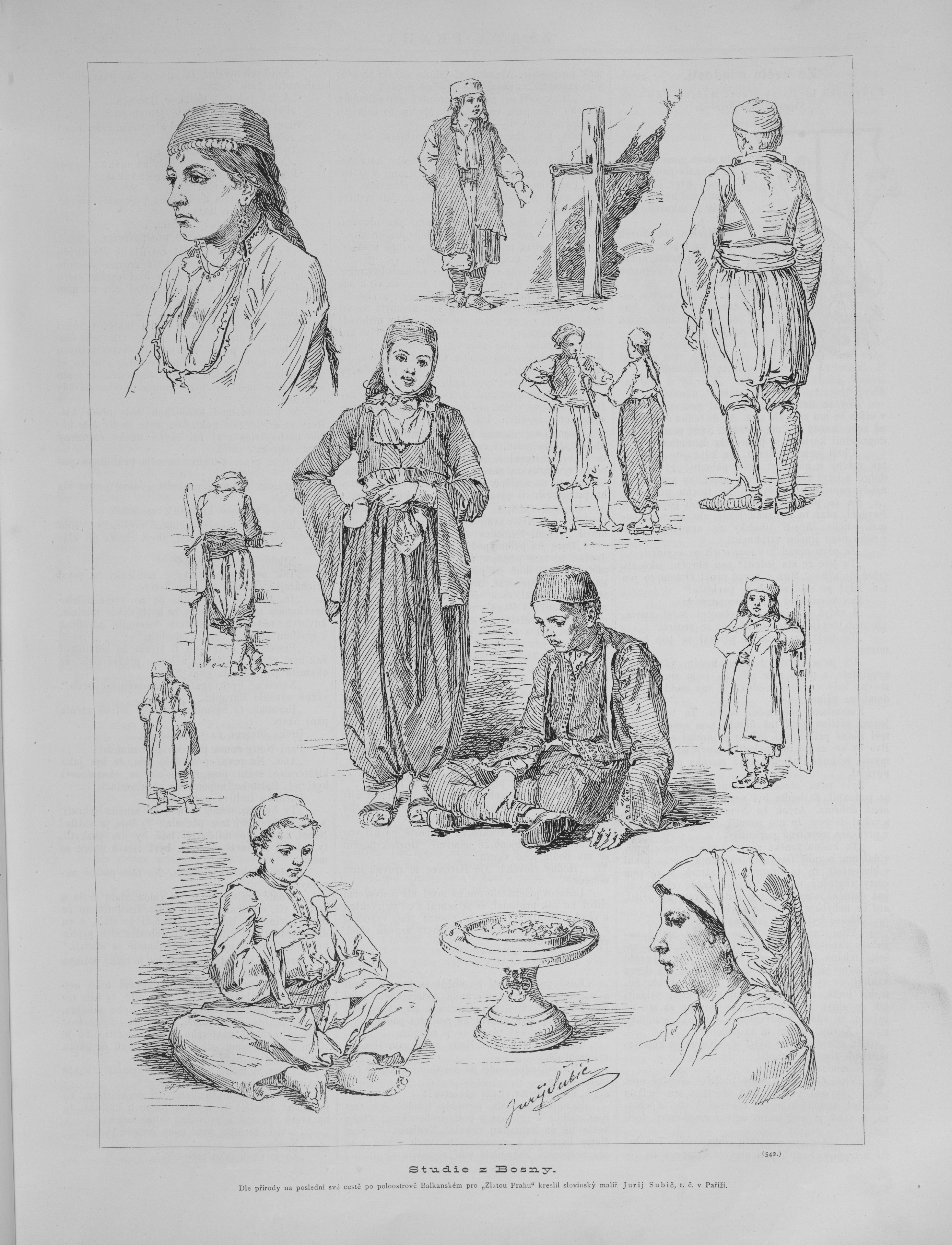
Bosgnacchi dell'Ottocento

I cognomi bosgnacchi, com'è tipico tra gli Slavi del Sud, finiscono spesso in -(ov)ić (questo è un patronimico e ha lo stesso ruolo del suffisso -son in alcuni cognomi germanici, come Johnson, Wilson od Eriksson, o del prefisso De in italiano), e spesso sono formati dal nome del fondatore della famiglia seguito da un titolo o da una professione orientale, seguiti dal suffisso -(ov)ić. Si possono citare come esempi il cognome Izetbegović (figlio di Izet bey) e Hađiosmanović (figlio di Osman Hađi). Altre variazioni includono cognomi che menzionano solo il nome, come Osmanović (figlio di Osman), o esclusivamente la professione, come nel caso di Imamović (figlio dell'Imam).
Alcuni cognomi bosgnacchi, invece, non hanno nulla di orientale, sebbene finiscano in -(ov)ić. Questi sono probabilmente rimasti identici sin dai tempi medievali e appartengono generalmente all'antica nobiltà bosniaca o ai più recenti convertiti all'Islam. Alcuni esempi sono i cognomi Tvrtković e Kulenović.
Alcuni cognomi che non finiscono in -(ov)ić sono generalmente derivati da luoghi d'origine, occupazioni o da vari altri fattori nelle storie delle famiglie. Ne sono esempi i cognomi Zlatar, Foćo o Tuco.
I nomi di persona bosgnacchi hanno generalmente radici arabe, turche o persiane. I nomi slavi (come Zlatan) sono diffusi tra le famiglie non religiose. È notevole che alcuni dei nomi orientali siano stati modificati per creare dei nomi genuinamente bosgnacchi, mentre alcuni nomi arabi sono stati abbreviati. Il più famoso esempio di ciò sono le caricature di bosgnacco Mujo e Suǉo, i cui nomi sono le abbreviazioni bosgnacche dei nomi Mustafà e Sulejman.
È ancora più diffusa la trasformazione di nomi che in arabo o in turco si attribuiscono esclusivamente ai membri di un sesso per utilizzarli con i membri dell'altro sesso. Semplicemente eliminando la lettera "a" dal nome femminile Jasmina si è creato il popolare nome maschile Jasmin. Allo stesso modo, aggiungendo la "a" al nome maschile Mahir è stato creato il femminile Mahira.